# Любаново (Московская область)
Любаново — деревня в составе Территориального управления Таширово Наро-Фоминского городского округа Московской области Российской Федерации. Одно из древнейших поселений в границах Наро-Фоминского городского округа. В центре деревни расположена усадьба Любаново, первое письменное упоминание о которой датируется 1622 годом. В усадьбе сохранился построенный в середине 1900-х годов дом Э.А. Беренса («дом Шлиппе») – редкий для Подмосковья памятник неоклассицизма.

## Географические данные
Любаново находится в центральной части Наро-Фоминского городского округа: на левом берегу реки Нара, у места её слияния с рекой Таруса. Высота центра деревни над уровнем моря - 171 м.
Расстояние по автомобильным дорогам до города Наро-Фоминск – 13 км, до города Верея – 32 км. Ближайшие населённые пункты: деревни Литвиново, Берюлёво, Мякишево, Пашково, Новинское.

## История

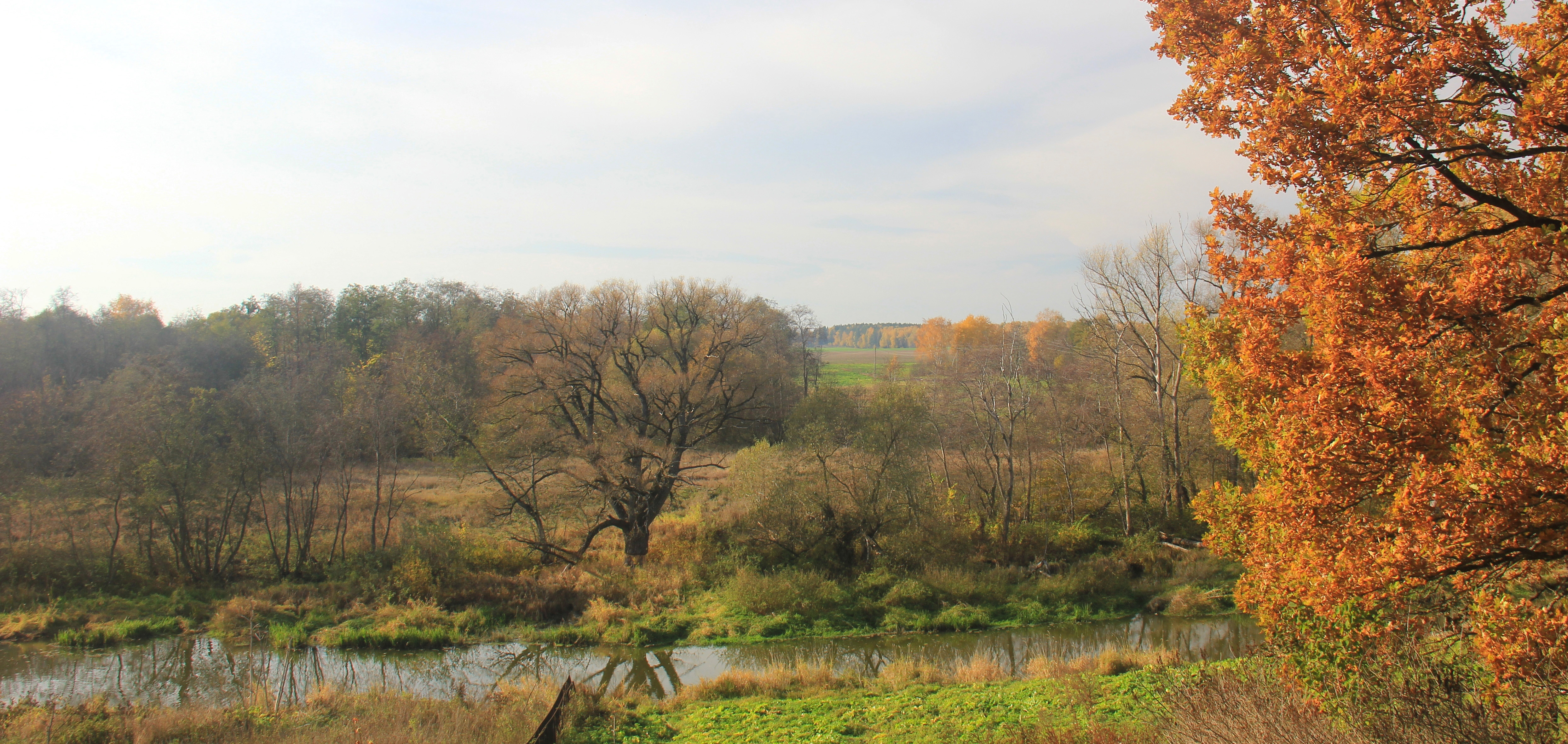
Вид на реку Нара и поля от усадьбы Любаново

### XIV—XVIII века
Любаново входит в число древнейших поселений, расположенных на берегах Нары. Существование селища на этом месте можно датировать XIV веком.
В XVI — начале XX века Любаново было боярским, княжеским и дворянским имением, и являлось родовым для нескольких семей. В письменных источниках Любаново впервые упоминается под 1622 годом: село было «старинной вотчиной» двух дворянских родов — Мутьянских и Волынских, представителей высшей московской боярской знати. В конце XVI века Любановская вотчина включала 25 деревень и пустошей.
В 1620-х — начале 1630-х годов селом с деревнями и пустошами владели Алексей Дмитриевич Колычев-Немятый и стольник Андрей Львович Плещеев. А. Д. Колычев служил окольничим царя Алексея Михайловича, занимая вторую по важности должность в Боярской думе.
В 1630-х годах Колычев продал свою часть Любановской вотчины князьям и воеводам Никите Ивановичу Егупову-Черкасскому и Самуилу Никитичу Ше-Исупову.
В 1647—1651 годах все части Любановского имения у князей Черкасских, С. Н. Ше-Исупова, а также у А. Л. Плещеева выкупил Кондратий Иванович Черторыжский, объединив вотчину в своих руках. Дворяне Черторыжские — ветвь рода князей Чарторыйских, очевидно, ведущая начало от князя А. В. Чарторыйского (ум. после 1477). Результаты сравнительно-генетических исследований 2008 года подтвердили, что у Черторыжских общий с князьями Хованскими, Голицыными и Трубецкими предок. Они потомки Великого князя Литовского Гедимина.

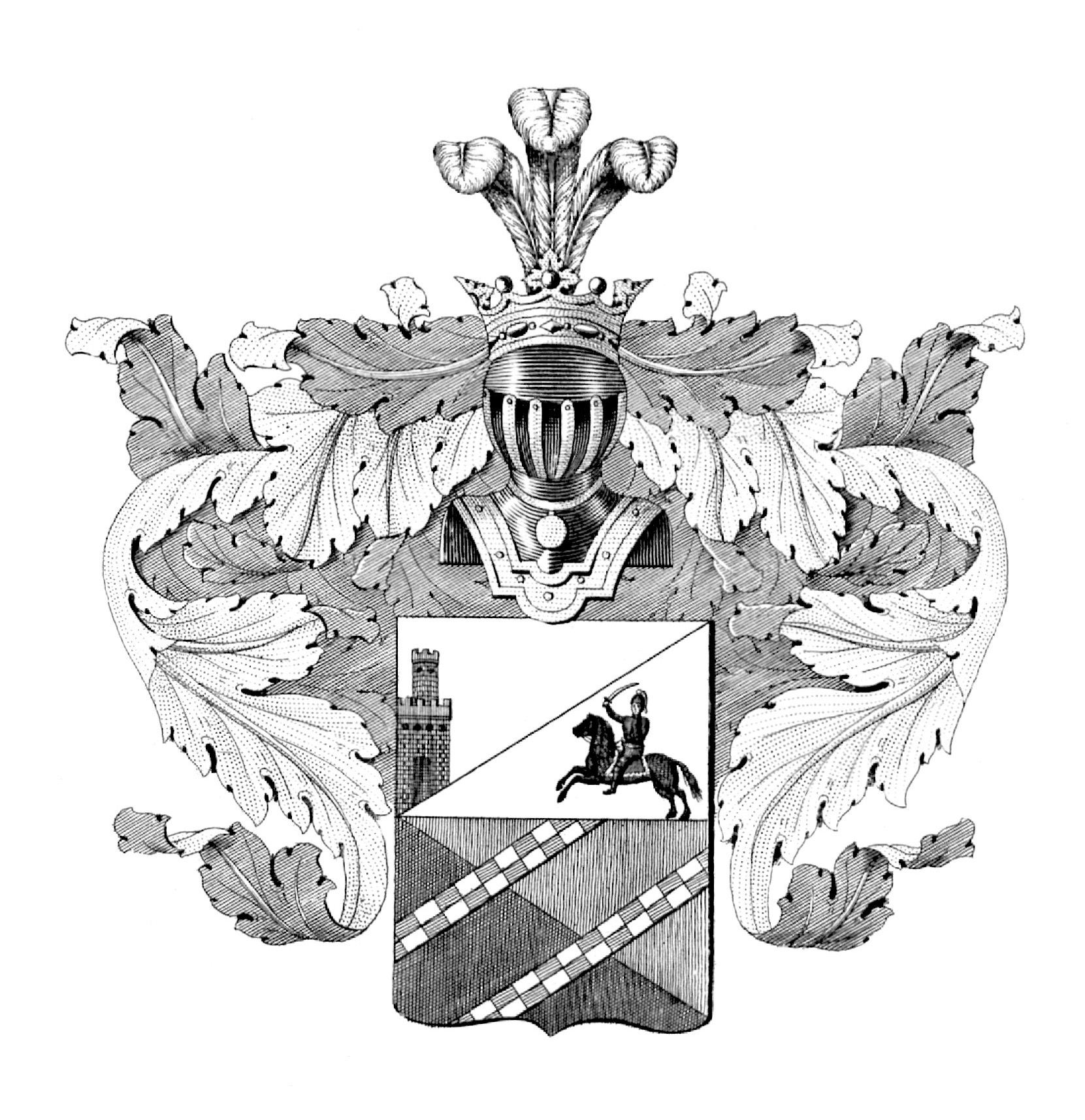
Герб рода Черторыжских

К. И. Черторыжский и его потомки в течение 234-х лет владели Любановым. К концу XIX века на территории Любановской вотчины, помимо Любанова, располагались десять отдельных имений — земли отошли к новым владельцам в качестве приданого или в результате продажи.
Согласно данным Генерального межевания, в 1767 г. в Любанове у Петра Петровича и Аксиньи Ивановны Черторыжских было 15 крестьянских домов (138 мужских и 103 женских души). У Александры Петровны, Николая и Алексея Алексеевичей Черторыжских в собственности находились 125 мужских душ и кирпичный завод. В селе работала мукомольная мельница.
В начале XVII века в Любанове стоял храм с двумя приделами — «церковь Рождество Христово, а в приделе Знамения Пречистыя Богородицы да Никола Чудотворец». В первой трети XVIII века на его месте возвели новый деревянный Христорождественский храм, и поблизости — церковь во имя Святителя Николая. Вероятно, одновременно построили и новые деревянные дома для владельцев села. В 1779 г. оба храма сгорели.
В 1780 г. хозяйка Любанова Александра Петровна Черторыжская получила от Синода разрешение на строительство каменного храма во имя Рождества Христова с Никольским приделом на месте сгоревшей Христорождественской церкви. Храм возводился общими стараниями всех совладельцев имения с 1780 по 1784 год. Никольский придел освятили в 1782 г., главный храм — в 1786 г.
Брат владелицы имения, генерал-майор Михаил Петрович Черторыжский, был женат на Софье Степановне Ушаковой, дочери писателя и губернатора Санкт-Петербурга С. Ф. Ушакова. После смерти мужа С. С. Черторыжская по поручению императрицы Екатерины II стала официальной метрессой наследника Российского престола Павла Петровича, и в 1772 г. родила ему сына Симеона.

### XIX век

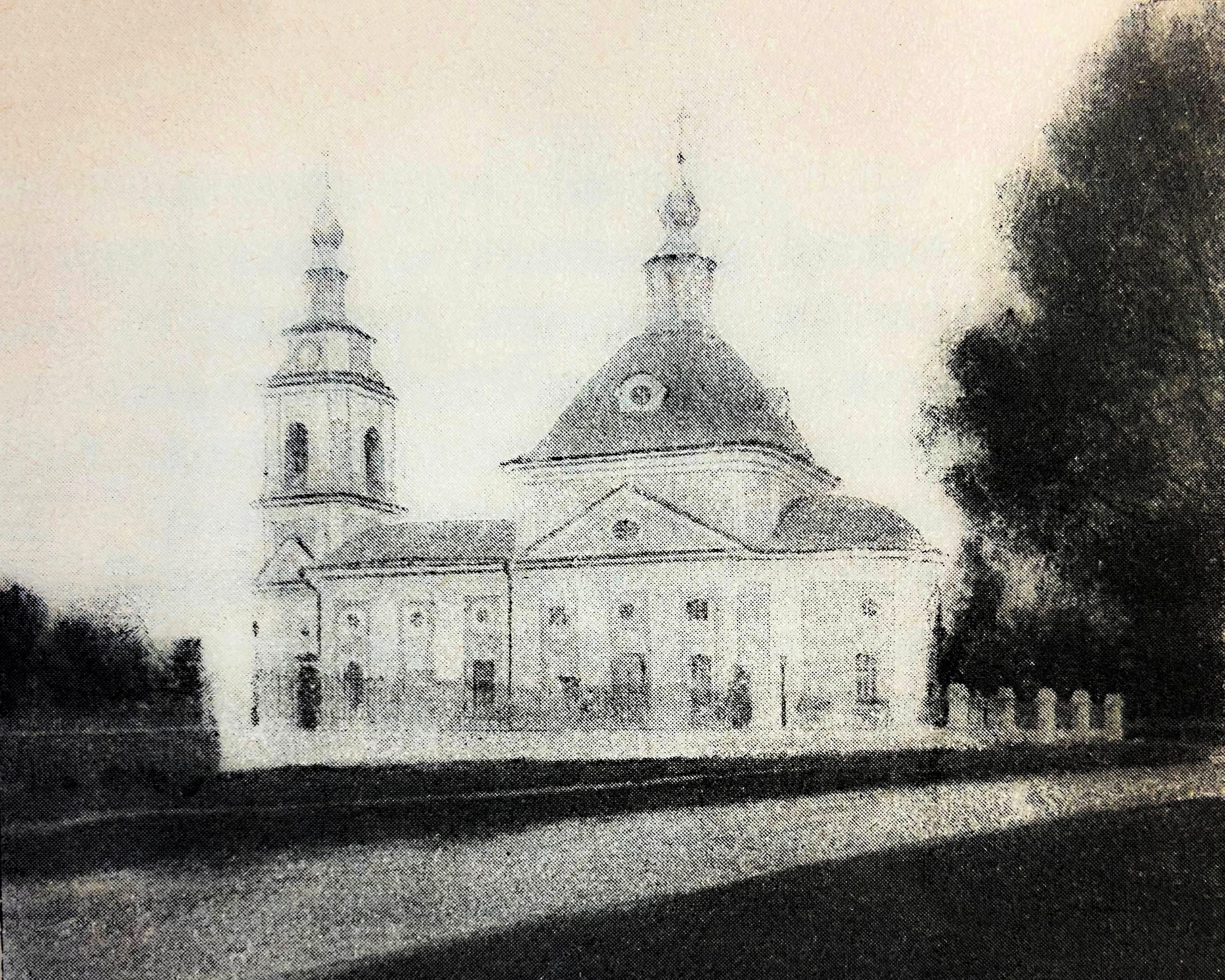
Церковь Рождества Христова в Любанове. 1780—1786

В Отечественную войну 1812 г. владельцы Любанова снарядили в московское ополчение 24 воина. Во время оккупации французы уничтожили четверть крестьянских хозяйств Христорождественского прихода: 30 из 135 дворов (приход составляли 780 человек, проживавшие в Любанове и окрестных деревнях). Храм был осквернён; церковь освятили вновь в 1813 г.
В 1814 г. в Любанове проездом находился император Александр I.
В начале 1820-х годов часть села, в XVIII веке перешедшая к Бухвостовым в качестве приданого за М. П. Черторыжской, продали капитан-лейтенанту Владимиру Петровичу Апухтину (1780-до 1851). В 1825—1828 годах он служил Верейским уездным предводителем дворян. Апухтин выстроил в селе новый господский дом «в Александровском стиле».
В 1859 г. в Любанове насчитывалось 26 дворов, в которых проживали 114 мужчин и 119 женщин. После смерти Апухтина имение перешло к его вдове «капитан-лейтенантше» Анне Павловне, урождённой Воейковой. В 1863 г. А. П. Апухтина и княгиня С. С. Щербатова основали в селе начальную школу (вскоре её перевели в соседнее Литвиново князей Щербатовых). Новое, уже земское училище открыли в Любанове в 1888 г.

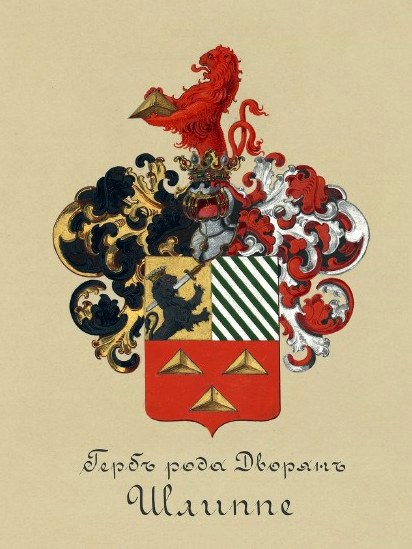
Герб рода Шлиппе

В 1881 г. половину Черторыжских в Любановском имении приобрёл действительный статский советник Владимир Карлович Шлиппе - хозяин соседнего села Таширово, служивший Верейским предводителем дворян. Впоследствии хозяин Любанова будет назначен Симбирским вице-губернатором, Екатеринославским и Тульским губернатором, станет членом Государственного совета Российской империи. В 1891 г. В. К. Шлиппе выкупил и часть имения, принадлежавшую в Любанове Апухтиным.
Дворяне Шлиппе — потомки Карла Ивановича Шлиппе (1798—1867), учёного-химика и предпринимателя, в 1824 г. эмигрировавшего из Саксонии в Россию, и в 1844 г. получившего потомственное российское дворянство. К. И. Шлиппе был хозяином части имения в соседнем Плесенском.

### XX—XXI века
В 1899 г. В. К. Шлиппе подарил объединённое Любановское имение на свадьбу своему старшему сыну Карлу, женившемуся на Марии Эдуардовне Беренс. В 1909—1917 годах надворный советник Карл Владимирович Шлиппе (1871—1938) служил Верейским предводителем дворян. Новые владельцы Любанова жили в «доме Апухтиных»; дом Черторыжских использовался хозяевами имения в качестве гостевого.
В 1902 г. в Любановском земском училище обучались 117 детей из Любанова, Бирюлева, Мякишева, Малых Семенычей и Пашкова.
10 августа 1903 г. в селе произошел самый крупный в дореволюционной истории Любанова пожар: были уничтожены 15 домов и 60 амбаров и сараев с зерном и сеном. Для крестьянских семей, потерявших жильё в пожаре, помещики Шлиппе за свой счёт построили новые кирпичные дома.
В середине 1900-х годов деревянный дом Черторыжских, построенный в начале XVIII века, разобрали. На его месте возвели каменный дом для тестя К. В. Шлиппе — Эдуарда Андреевича Беренса (1843—1916), служившего директором страхового общества «Якорь». Беренс умер в Любанове, но был похоронен на Введенском Иноверческом кладбище в Москве.
Дом Беренса в Любанове — единственная хорошо сохранившаяся дворянская усадьба на территории всего Наро-Фоминского городского округа. В 1998 г. главный дом усадьбы «Любаново» был официально признан объектом культурного наследия регионального значения. В советское время особняк получил название «дом Шлиппе» — по имени владельцев Любановского имения, обосновавшихся здесь перед Революцией 1917 г.

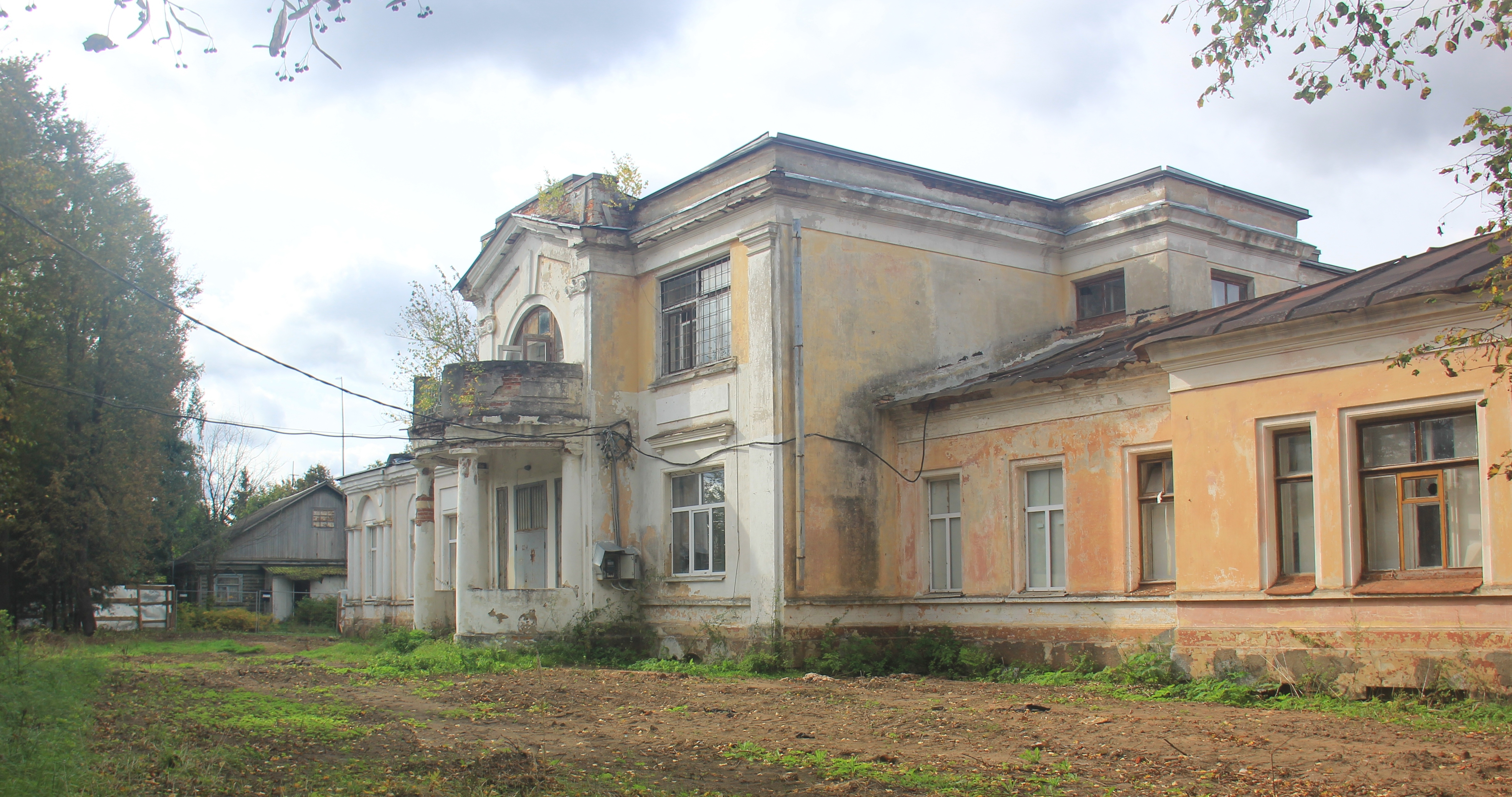
Дом Беренса-Шлиппе. Главный фасад

В решении фасадов здания очевидно обращение к архитектуре русского ампира, несмотря на асимметрию композиции. Наиболее эффектный фасад обращён к реке. Портик паркового фасада гармонично связан с живописным гротом, расположенным ниже по склону берега. Грот решен в виде экседры — своими чертами он напоминает «итальянский грот» в Александровском саду у стен Московского Кремля.
После Октябрьской Революции 1917 г. Шлиппе вынужденно покинули усадьбу. Жене и детям последнего предводителя дворян Верейского уезда удалось эмигрировать в Германию. Шлиппе дважды подвергался аресту, был сослан в Казахстан. Расстрелян в Семипалатинске 3 ноября 1938 г. К. В. Шлиппе полностью реабилитировали за отсутствием состава преступления в 1957 г.
В 1920-х годах в особняке Беренса-Шлиппе разместилось правление совхоза «Любаново», созданного на базе дворянской усадьбы.
Осенью 1920 г. глава ВЧК Ф. Э. Дзержинский проводил в Любановской усадьбе свой отпуск. В память о пребывании здесь Дзержинского на главном фасаде дома Шлиппе установлена мемориальная табличка.

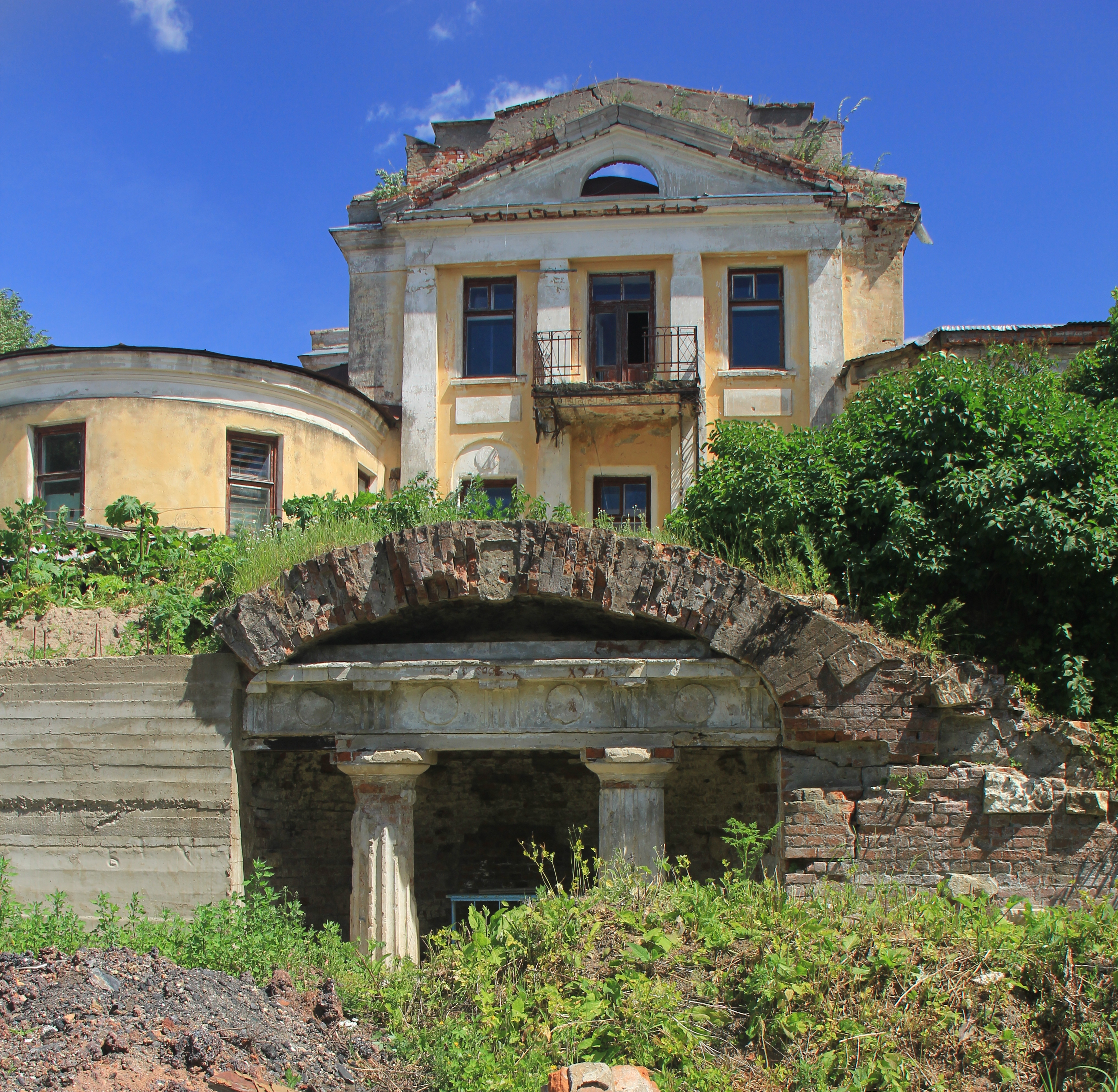
Дом Беренса-Шлиппе. Парковый фасад и итальянский грот

Во второй половине 1920-х-1930-х годах совхоз «Любаново» принадлежал детскому комбинату Военной Академии им. М. В. Фрунзе. В 1938 г. совхоз передали в ведение Главного Управления комбикормовой промышленности Наркомата пищевой промышленности РСФСР.
Христорождественский храм закрыли в 1933 г., и переоборудовали под совхозный клуб. Последнего настоятеля церкви Михаила Петровича Соколова (1873—1937) арестовали по ложному доносу, и расстреляли на Бутовском полигоне 11 декабря 1937 г.
В 1941 — январе 1942 г. через Любаново проходила линия фронта: здесь развернулись бои между советской 222-й стрелковой дивизией и немецкими 292-й и 258-й пехотными дивизиями. В ходе боёв были уничтожены несколько домов жителей, значительно повреждён храм Рождества Христова, сожжен дом Апухтиных; от артиллерийского обстрела сильно пострадал старинный усадебный парк. Полуразрушенную церковь разобрали на кирпичи после 1943 г.
После войны в доме Шлиппе поселились несколько семей, вновь разместилось правление совхоза, а также — медицинский пункт, ясли, детский сад, начальная школа, сельский клуб и библиотека.
В 1967 г. особняк приспособили под общеобразовательную школу. Учебное заведение закрыли в 2006 г. по причине малокомплектности.
В 1979—1997 годах в Любанове жил и работал член Союз художников СССР Василий Иванович Зиновьев (1940—1997); руководил изобразительной студией деревенской школы. В. И. Зиновьев похоронен на местном кладбище.
В 2007—2015 годах в здании особняка работали дом культуры, детские и юношеские кружки, библиотека; размещался избирательный участок.
В 2015 году власти Московской области передали объект культурного наследия «Усадьба Любаново» в аренду частному инвестору с условием реставрации дома и восстановления парка до 2022 г.

## Воинский мемориал

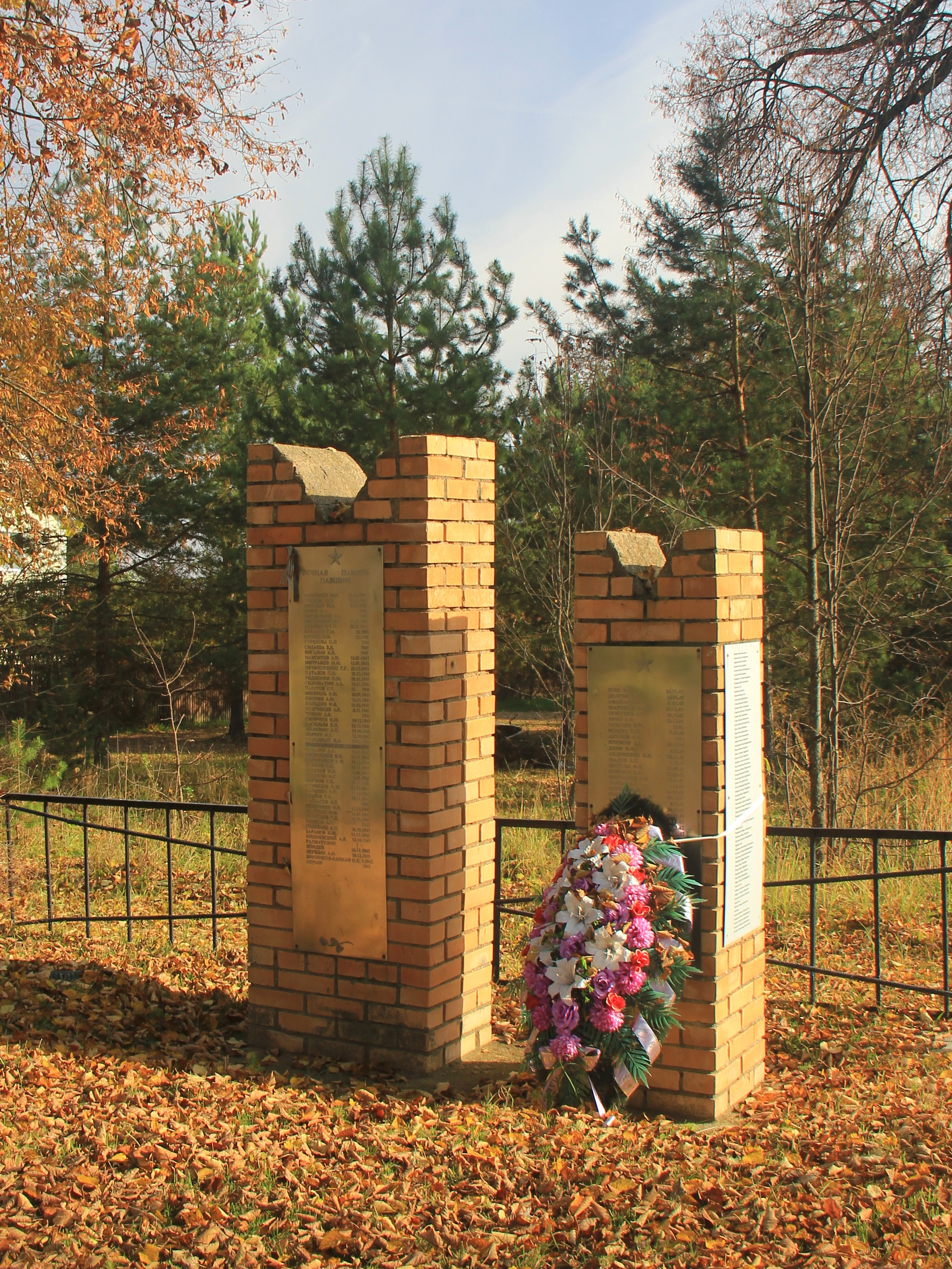
Воинский мемориал в Любанове

В центре Любанова расположено братское воинское захоронение периода Великой Отечественной войны. Две мемориальные стелы выполнены из бетона и красного кирпича в форме мерлонов Московского Кремля. На стелах установлены таблички с именами героев, павших в Любанове в 1941-1942 гг. Имена похороненных военнослужащих перечислены в Книге Памяти защитников Москвы.
Первые погребения в деревне производились в январе 1942г., после освобождения поселения от немецко-фашистских войск. Впоследствии здесь захоранивали останки солдат, найденные поисковыми группами в окрестностях Любанова. Общее число похороненных на мемориале военнослужащих, включая неизвестных, составляет 200 человек.
До 2006г. шефство над братской могилой осуществляли учащиеся Любановской средней школы.
Воинское захоронение в Любанове является памятником истории и культуры местного значения, и находится под государственной охраной.

## Кладбище
В границах деревни расположено муниципальное общественное кладбище, имеющее статус открытого для свободного захоронения.
На кладбище сохранились уникальные белокаменные надгробия XVIII-XIX вв., включая надгробные памятники членов семьи Черторыжских, владельцев Любановского имения. Памятники находятся в неудовлетворительном состоянии.

## Население
| 2002 | 2006 | 2010 |
| ---- | ---- | ---- |
| 178  | ↘135 | ↗220 |

Численность зарегистрированных жителей деревни составляет 220 человек (по состоянию на 2010г.). В весенне-осенний период количество жителей деревни увеличивается за счёт постоянно проживающих в Любанове дачников.
В Любанове зарегистрировано 250 домовладений (по состоянию на 2021г.).
В окрестностях деревни расположены 20 садовых товариществ.

## Инфраструктура
Основные улицы в поселении: Советская, Парковая, Заречная, Дачная, Лесная, Речная.
Через деревню проходит автомобильная дорога, соединяющая трассу, ведущую в Верею, и Наро-Фоминское шоссе.
В Любанове размещается сельское отделение связи Почты России (индекс: 143320).
В границах деревни сохранился заболоченный усадебный пруд. На территории выработанных карьеров, прилегающих к деревне, обустроены два искусственных пруда.

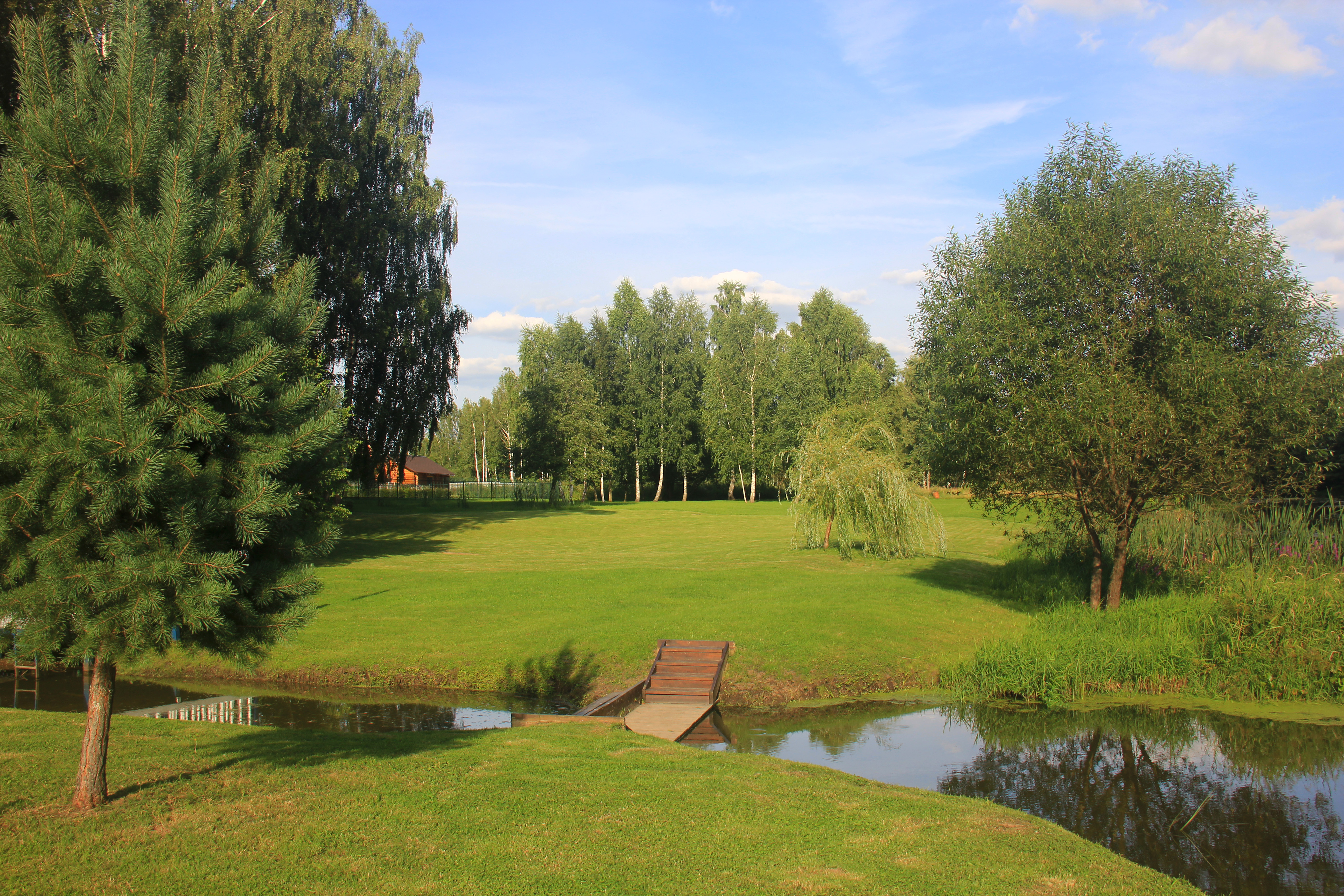
Парк на берегу реки Нара в Любанове

В Любанове отсутствуют медицинские, социальные, культурные или учебные учреждения; нет централизованного водоснабжения и канализации.
В деревне имеется магистральное газоснабжение с ограниченными возможностями подключения. Работает круглосуточный пункт газовой заправки.
Функционируют частное предприятие переработки мясной продукции и крестьянское (фермерское) хозяйство «Любаново».
В Любанове расположены несколько продовольственных магазинов, включая два сетевых супермаркета, мясной рынок, магазин стройматериалов, металлобаза, строительный рынок и садовый центр.
Работает кафе.
На берегу реки Нара группой жителей деревни благоустроена парковая зона.

## Транспортное сообщение
Любаново связано с центром округа городом Наро-Фоминск прямым автобусным сообщением.
От железнодорожной станции Нара Киевского направления Московской железной дороги до остановки «Любаново, поворот» следует общественный транспорт: автобусы №№  23, 26, 29 и маршрутные такси №№ 23к (м/т), 51 (м/т).

## Любаново в произведениях искусства

### Кинематограф
В 1953 году в Любанове и Литвинове проходили съёмки художественного фильма-комедии «Налим» — по рассказам А. П. Чехова «Налим», «Рыбье дело» и «Из записок вспыльчивого человека». Основная съёмочная площадка размещалась на любановском берегу реки Нара, напротив террасы у главного дома усадьбы князей Щербатовых в Литвинове.
Режиссёр-постановщик фильма — А. В. Золотницкий, оператор — Д. В. Суренский. В ролях: Андрей Попов (Герасим), Владимир Борискин (Любим), Георгий Милляр (Ефим), Николай Чистяков (барин), Иван Рыжов (Василий), Тамара Суродина (Наденька), Сергей Мартинсон (Николя) и др. Производство — Киностудия имени М. Горького.

### Живопись
Любаново запечатлено в акварелях и на полотнах советских и российских художников, включая работы главного художника Государственного музея изобразительных искусств им. А. С. Пушкина А. Е. Лопухина (1897—1985), академиков живописи М. В. Куприянова (1903—1991), Н. А. Соколова (1903—2000) и др. мастеров. На картинах многих живописцев изображены река Нара, естественная граница между деревнями Любаново и Литвиново, и виды любановских окрестностей, открывающиеся от санатория «Литвиново», расположенного на противоположном высоком берегу Нары.
Работы с видами Любанова представлены в собраниях Калининградского областного музея изобразительных искусств, Рязанского государственного областного художественного музея, Ярославского художественного музея, Звенигородского историко-архитектурного и художественного музея, Наро-Фоминского историко-краеведческого музея, Долгопрудненского историко-художественного музея, Данковского краеведческого музея, Щербатовского музея в Литвинове, а также — в частных коллекциях в России, Германии и Канаде.

## Видео
- В Любанове разрушается образец неоклассики – усадьба Карла Шлиппе // Телеканал «Россия-Культура». «Новости культуры»: телевизионный сюжет. 2022, 28 января.
- День деревни Любаново - 400лет! // Наро-Фоминский телеканал: телевизионный сюжет. 2022, 18 июля.
- В селе Любаново Наро-Фоминского округа Подмосковья разрушается памятник архитектуры XIX века // Телеканал «Россия». «Вести»: телевизионный сюжет. 2022, 29 сентября.